# 麻省理工学院人文、艺术与社会科学学院
麻省理工学院人文、艺术与社会科学学院（英語：MIT School of Humanities, Arts, and Social Sciences）是麻省理工学院的五大主要学院之一。

## 简介
麻省理工学院人文、艺术与社会科学学院位于美国剑桥市，其下有13个系和等同于系的研究教学单位，且有资质授予理学学士、理学硕士、哲学博士学位。